# Albert Curtz

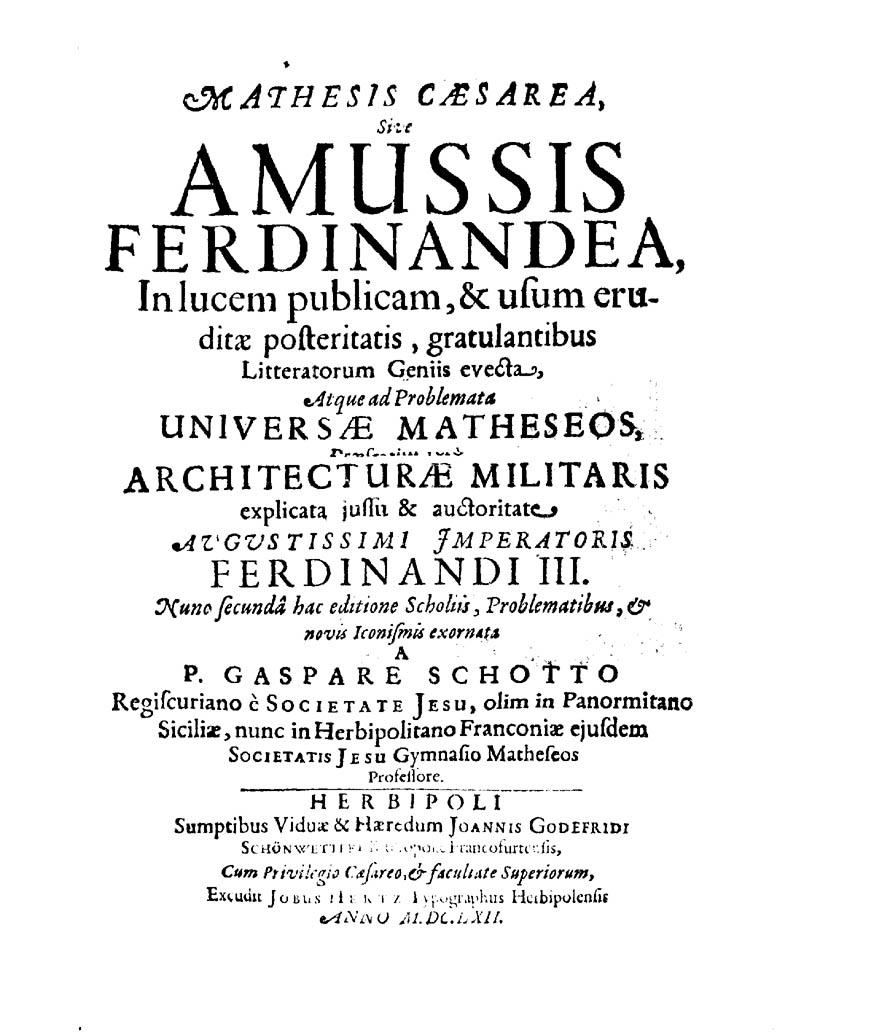
Amussis Ferdinandea, 1662

Albert Curtz (ur. ok. 1600 w Monachium, zm. 19 grudnia 1671 tamże) – niemiecki uczony i jezuita. Zajmował się głównie astronomią, matematyką i teologią, ale opublikował również kilka prac dotyczących innych dziedzin nauki.

## Życiorys
Urodził się w Monachium w okolicach 1600 roku, zmarł w tym samym mieście w 1671 roku. Był synem bawarskiego szlachcica Filipa Curtza. Po ukończeniu gimnazjum w 1616 roku Albert wstąpił do Towarzystwa Jezusowego. Początkowo pracował w szkole w Dillingen jako nauczyciel matematyki, później zaś został kaznodzieją w Wiedniu. W 1646 otrzymał nominację na rektora szkoły w Neuburgu, następnie piastował taką samą funkcję w Eichstätt i w Lucen. W 1663 ponownie przyjął posadę rektora w Neubergu i na stałe osiadł w Monachium.
Jako naukowiec Curtz zajmował się wieloma różnymi dziedzinami. W centrum jego zainteresowań leżała astronomia i matematyka, ale zajmował się również wojskowością i Starym Testamentem. Często publikował pod pseudonimem Lucius Barrettus, który to pseudonim był anagramem łacińskiej wersji jego imienia i nazwiska. Curtz jest znany głównie jako edytor i wydawca tablic astronomicznych, opracowanych na podstawie badań duńskiego astronoma Tychona Brahe. Tablice te ostatecznie wydał w Augsburgu w 1666 roku jako Historia coelestis. W jego pracy znalazły się jednak błędy, za co spotkała go krytyka ze strony Johna Wallisa i Rasmusa Bartholina. Prace Alberta Curtza, wraz z odkryciami Deckersa, Keplera, Grimaldiego i Riccoliego, przyczyniły się do rozwoju badań nad Księżycem. Międzynarodowa Unia Astronomiczna, doceniając wkład Curtza w rozwój astronomii, nadała jednemu z kraterów na Księżycu nazwę Curtius.